# Рябово (озеро, Ленинградская область)
Рябово (Радионихское) — небольшое проточное озеро на территории Радогощинского сельского поселения в северной части Бокситогорского района на востоке Ленинградской области России. Относится к бассейну реки Лидь.
Площадь озера — 19 га, длина береговой линии составляет примерно 1,7 км.
Рябово располагается на высоте 182 м над уровнем моря в 300 метрах от правого берега верхнего течения реки Лидь, с которой сообщается через протоку, вытекающую с южной стороны озера. На северо-западе в Рябово впадает водоток соединяющий его с озёрами Окунево и Палозеро (Пялозеро, Паншинское).
На северном и северо-восточном берегах озера находится вепсская деревня Радогощь.
Озеро упоминается в исторических источниках относящихся к концу XV века, в которых сообщается о поселениях «на Радогоще озере».